# Чергування
Чергува́ння — виконання будь-якого обов'язку в порядку черги.
Використовується в організаціях, закладах, підприємствах, наприклад в навчальних закладах (школах і так далі), в збройних силах тощо.